# Seleção Portuguesa de Basquetebol
A Seleção Portuguesa de Basquetebol Masculino é a equipa de basquetebol que representa Portugal em competições internacionais.

## Histórico

### Eurobasket 1935
A selecção portuguesa quase conseguiu garantir a sua presença na primeira edição do Eurobasket; o único jogo de apuramento realizado pela equipa foi perante a selecção espanhola em Madrid, de onde saiu derrotada.

### Eurobasket 1951
A primeira participação na competição ocorreu em 1951, em Paris. A equipa ficou em terceiro lugar do grupo C, tendo perdido os dois primeiros jogos frente à Grécia e à Bulgária; conseguiu contudo obter a primeira vitória oficial no último jogo do grupo perante a Roménia.
Jogou depois a fase de qualificação para as rondas finais na qual ficou integrada no grupo 1 com a Áustria, Alemanha e Suíça; ficou posicionada no quarto e último lugar. Nos jogos de atribuição dos 13º-16º lugares a equipa perdeu com a Dinamarca e ganhou à Escócia ficando em décimo quinto lugar num total de dezoito participantes.

### Eurobasket 2007
A selecção portuguesa obteve a qualificação para o Eurobasket 2007, em Espanha ao ficar em primeiro lugar do grupo de qualificação para a prova, vencendo Israel, a Bósnia e Herzegovina e a Macedónia. Na primeira ronda a equipa integrou o grupo B; perdeu os jogos contra a Espanha (país organizador) e a Croácia, conseguiu ganhar o último jogo com a Letónia. Ficou em terceiro lugar do grupo e seguiu em frente, beneficiando da vitória da Croácia frente à Espanha. Faz agora parte do grupo F, tendo perdido o primeiro jogo frente à Rússia e ganho o jogo frente a Israel. Esta é a melhor participação portuguesa de sempre em provas internacionais desta modalidade.

### Eurobasket 2011
Portugal conseguiu uma terceira aparição no torneio continental na Eurobasket 2011, na Lituânia eliminando a  Hungria. Na primeira ronda a equipa integrou o grupo A, o mais forte da competição que incluía a então (e eventual) campeã Espanha e a anfitriã Lituânia. Os portugueses perderam todos os jogos e ficaram em último lugar geral da competição.